# Ongul-Sund
Der Ongul-Sund ist (norwegisch Ongulsundet) ist eine 3 km breite Meerenge vor der Prinz-Harald-Küste des ostantarktischen Königin-Maud-Lands. In der Lützow-Holm-Bucht trennt sie die Inselgruppe Flatvær vom Festland.
Norwegische Kartographen kartierten sie 1946 anhand von Luftaufnahmen der Lars-Christensen-Expedition 1936/37 und benannten sie in Anlehnung an die Benennung der Ongul-Insel.